# Alycia Debnam-Carey
Alycia Jasmin Debnam-Carey (Sídney, 20 de julio de 1993) es una actriz, directora y modelo australiana. Es conocida por interpretar a la comandante Lexa en The 100, a Kaitlyn Johnston en Into the Storm, a Alice Hart en The Lost Flowers of Alice Hart  y a Alicia Clark en la serie televisiva Fear the Walking Dead.

## Biografía
Debnam-Carey se graduó de Newtown High School of the Performing Arts en 2011, donde fue percusionista. En 2010, en colaboración con la Filarmónica de Berlín, ella y otros cuarenta músicos trabajaron para componer una pieza en un programa de dos semanas. También estudió percusión clásica durante diez años.

### Carrera
Debutó en un episodio de McLeod's Daughters. Otros créditos en televisión incluyen: Dream Life, Dance Academy, Next Stop Hollywood,  que sigue a seis actores australianos que se mudan a Hollywood para audicionar en pilotos de series de televisión; y Galyntine, un piloto fallido de la AMC.
Debutó en la pantalla grande con la película Into the Storm, al lado de Richard Armitage y Sarah Wayne Callies. También ha aparecido en los cortometrajes Jigsaw Girl, At the Tattooist y The Branch, así como en las películas The Devil's Hand y Unfriend.
En 2014, Debnam-Carey fue elegida para interpretar a Lexa en The 100 y a finales de ese año, fue anunciado que obtuvo el rol de Alicia Clark, uno de los personajes principales en Fear the Walking Dead, serie acompañante de The Walking Dead.

## Filmografía
| Películas       | Películas                      | Películas                           | Películas                                                                                  |
| Año             | Película                       | Rol                                 | Notas                                                                                      |
| --------------- | ------------------------------ | ----------------------------------- | ------------------------------------------------------------------------------------------ |
| 2003            | Martha's New Coat              | Elsie                               | Cortometraje                                                                               |
| 2008            | Jigsaw Girl                    | Caitlyn                             | Cortometraje                                                                               |
| 2010            | At the Tattooist               | Jane                                | Cortometraje                                                                               |
| 2011            | The Branch                     |                                     | Cortometraje                                                                               |
| 2014            | Into the Storm                 | Kaitlyn                             | Papel Secundario                                                                           |
| 2014            | The Devil's Hand               | Mary                                | Papel Principal                                                                            |
| 2016            | Friend Request                 | Laura Woodson                       | Papel Principal                                                                            |
| 2017            | Liked                          | Roxy                                | Papel Principal                                                                            |
| 2019            | A Violent Separation           | Frances Campbell                    | Papel Principal                                                                            |
| 2024            | What is Inside                 | Kiki                                | Papel Principal                                                                            |
| Televisión      |                                |                                     |                                                                                            |
| Año             | Título                         | Rol                                 | Notas                                                                                      |
| 2006            | McLeod's Daughters             | Chloe Sanderson                     | Temporada 6 episodio 12                                                                    |
| 2008            | Dream Life                     | Cassie                              | Película para televisión                                                                   |
| 2008            | Resistance                     | Gen                                 | 1 episodio                                                                                 |
| 2010            | Dance Academy                  | Mia                                 | Temporada 1 episodio 6                                                                     |
| 2013            | Next Stop Hollywood            | Ella misma                          | Documental                                                                                 |
| 2014            | Galyntine                      |                                     | Película para televisión                                                                   |
| 2014–2016; 2020 | The 100                        | Lexa                                | Recurrente (Temporada 2-3; 16 episodios) Invitada especial (Temporada 7; 1 episodio)       |
| 2015–2023       | Fear the Walking Dead          | Alicia Clark                        | Elenco principal (Temporada 1-7; 73 episodios) Invitada especial (Temporada 8; 1 episodio) |
| 2023            | Saint X                        | Emily Thomas (nacida Claire Thomas) | Protagonista                                                                               |
| 2023            | The Lost Flowers of Alice Hart | Alice Hart                          | Elenco Principal                                                                           |
| 2025            | Apple Cider Vinegar            | Milla Blake                         | 6 episodios                                                                                |

### Director
| Año  | Título                | Notas         |
| ---- | --------------------- | ------------- |
| 2022 | Fear the Walking Dead | episodi: 7x11 |

### Videos musicales
| Año  | Título             | Artista                       |
| ---- | ------------------ | ----------------------------- |
| 2010 | Eli                | Mailer Daemon / Lincoln Davis |
| 2011 | She's Like a Comet | Jebediah                      |

## Premios y nominaciones
| Año  | Premio                           | Categoría                                    | Trabajo               | Resultado | Ref    |
| ---- | -------------------------------- | -------------------------------------------- | --------------------- | --------- | ------ |
| 2015 | MTV Fandom Awards                | Pareja del Año (compartido con Eliza Taylor) | The 100               | Nominada  | [ 11 ] |
| 2015 | E! Online Best. Ever. TV. Awards | Mejor Beso (compartido con Eliza Taylor)     | The 100               | Ganadora  | [ 12 ] |
| 2015 | E! Online Best. Ever. TV. Awards | Mejor Reparto en Redes Sociales              | The 100               | Nominada  | [ 12 ] |
| 2015 | E! Online Best. Ever. TV. Awards | Mejor Actriz Invitada                        | The 100               | Ganadora  | [ 12 ] |
| 2016 | MTV Fandom Awards                | Fan Freakout del Año                         | The 100               | Ganadora  | [ 13 ] |
| 2016 | MTV Fandom Awards                | Pareja del Año (compartido con Eliza Taylor) | The 100               | Nominada  | [ 14 ] |
| 2016 | MTV Fandom Awards                | Mejor Fandom                                 | The 100               | Nominada  | [ 15 ] |
| 2016 | E! Online TV Scoop Awards        | Estrella Femenina                            | Fear The Walking Dead | Ganadora  | [ 16 ] |
| 2017 | Saturn Awards                    | Mejor actor joven en una serie de televisión | Fear The Walking Dead | Nominada  | [ 17 ] |
| 2018 | Saturn Awards                    | Mejor actor joven en una serie de televisión | Fear The Walking Dead | Nominada  | [ 18 ] |